# Aleksandr Arosev
Aleksandr Jakovlevitj Arosev (ryska: Александр Яковлевич Аросев), född 25 maj (gamla stilen: 13 maj) 1890 i Kazan, död 10 februari 1938 (avrättad), var en sovjetisk politiker och författare. Han var far till skådespelerskan Olga Aroseva (född 1925).
Efter revolutionen satt Arosev på en rad viktiga sovjetbefattningar, blev 1924 föreståndare för pressavdelningen vid sovjetlegationen i Paris. Han var 1927-28 ambassadör i Litauen, 1929-33 i Tjeckoslovakien, därefter diplomat i Frankrike och 1934-37 ordförande i Sovjetiska sällskapet för kulturella relationer med utlandet. Han författade även flera noveller, av vilka några var ganska populära i Sovjetunionen. År 1938 dömdes han till döden av Sovjetunionens högsta domstols militärkollegium.